# Henk Pijnenburg
Henricus Antonius Martinus Maria (Henk) Pijnenburg (Helmond, 21 augustus 1940) is een Nederlands bestuurder en adviseur in de kunstensector. Hij heeft zich ingezet voor de promotie van moderne kunst in Helmond en de opbouw van een moderne kunstcollectie voor Museum Helmond. Daarnaast ontwikkelde hij als docent een tekenmethode voor het basisonderwijs.

## Levensloop
Pijnenburg werkte van 1964 tot 1973 aan de Silvesterschool in Helmond. Na het afronden van de studie Onderwijskunde verdiepte hij zich in de kunstgeschiedenis en gaf hij les aan de Academie voor Beeldende Vormgeving in Tilburg en de nieuwe lerarenopleiding van Fontys Hogeschool voor de Kunsten in Tilburg. Hij bekleedde diverse bestuursfuncties en was adviseur aankopen moderne kunst en voor de gemeente Helmond. Hij heeft meerdere publicaties op zijn naam staan en is een verzamelaar van moderne kunst.
Henk Pijnenburg is getrouwd en heeft twee kinderen.

## Tekenmethode 'Leven, beleven en ontdekken'
Tijdens zijn werkzaamheden aan de Silvesterschool in Helmond ontwikkelde Pijnenburg een geheel nieuwe tekenmethode voor de lagere school. Het tekenonderwijs werd in die tijd gedomineerd door de Vrije Expressie, waarbij het uitgangspunt is dat in ieder kind een kunstenaar schuilt, mits het volledig vrij is, niet geremd door invloeden van buitenaf. De tekenmethode van Pijnenburg is tegengesteld aan de Vrije Expressie en gaat uit van het fenomenologische idee van de wederkerige wisselwerking tussen subject en object: aan beide moet veel aandacht besteed worden voordat een kind gaat tekenen. Dit heeft pedagogische, didactische en organisatorische consequenties: kinderen moeten zich eerst inleven in een bepaald onderwerp (zoals een verhaal, klassieke muziek, de natuur, beeldende kunst) voordat er een tekening, verhaal of gedicht over kan worden gemaakt.
In 1967 en 1968 verscheen van Pijnenburg de tekenmethode Leven-beleven-ontdekken in vier delen. De tekenmethode kreeg landelijke bekendheid en Pijnenburg leverde een bijdrage aan meerdere publicaties, waaronder tijdschrift Aldoende, ‘muzisch werkboek voor het basisonderwijs’.
In diverse media werd aandacht besteed aan de tekenmethode, zoals Muziekmozaïek (1967). In januari 1971 publiceerde het tijdschrift Avenue een gedicht van een van de leerlingen van Pijnenburg.
In 2009 organiseerde de Cacaofabriek in Helmond de tentoonstelling Leven, beleven en ontdekken. met een selectie van de kindertekeningen die Henk Pijnenburg in zijn jaren als docent had verzameld. Deze tentoonstelling was voor Cobra Museum aanleiding om 50 tekeningen op te nemen in de tentoonstelling Klee + Cobra. Het begint als kind (2012). In de aankondiging van de tentoonstelling schreef de toenmalige directeur van het Cobra Museum, Katja Weitering, over de kindertekeningen: 
De collectie kindertekeningen die door Henk Pijnenburg is bijeengebracht getuigt van een onconventionele visie op de ontwikkeling en stimulering van creativiteit bij kinderen. Tegen de tijdgeest in heeft Pijnenburg in de jaren zestig en zeventig een nieuwe methode ontwikkeld. Deze heeft geresulteerd in kindertekeningen die krachtig, helder en volledig ongekunsteld zijn. In hun originaliteit en fantasie overtreffen sommige kindertekeningen zelfs het werk van Cobra en Klee.
De tentoonstelling was onderdeel van een online experiment van experimenteel psycholoog Thomas Pronk waarin hij bezoekers vroeg een oordeel te geven over 15 kindertekeningen en 15 werken van Klee. Na de tentoonstelling schonk Pijnenburg zijn gehele collectie kindertekeningen aan het Cobra Museum.

## Moderne kunst in Helmond
Henk Pijnenburg is enkele decennia betrokken geweest bij de promotie en expositie van moderne kunst en bij de totstandkoming van de collectie moderne kunst voor het gemeentemuseum Helmond.

#### Bestuurslid Stichting Beeldende Kunst Helmond
Van 1965-1984 was Henk Pijnenburg bestuurslid en voorzitter van de Stichting Beeldende Kunst Helmond en van 1978-1989 was hij adviseur aankopen moderne kunst van de gemeente Helmond.
Helmond was in de jaren 60 van de vorige eeuw een arme industriestad met nauwelijks aandacht voor moderne kunst. Daar kwam in 1963 verandering in met de oprichting van de Stichting Beeldende Kunst Helmond. De stichting organiseerde exposities in Kunstzaal ’t Meyhuis, aanvankelijk in een winkelpand aan de Markt en vanaf 1967 in een expositieruimte van 180 vierkante meter onder het Traverse-viaduct.
Henk Pijnenburg was sinds 1965 bestuurslid en sinds 1978 voorzitter van de stichting. Kunstzaal ’t Meyhuis ontwikkelde mede dankzij Pijnenburg een goede, landelijke reputatie door gedurfd beleid, met tentoonstellingen van nationale en internationale kunstenaars. In 1983 werd besloten over te gaan tot liquidatie van de stichting in 1984, omdat de financiële situatie door een afnemende subsidie van de gemeente steeds nijpender werd. De beslissing om te stoppen werd vergemakkelijkt doordat de gemeente Helmond besloot het beheer en de expositie van moderne kunst in eigen hand te nemen. ’t Meyhuis ging na de liquidatie van de stichting als tentoonstellingsruimte op in Museum Helmond. In 2001 verhuisde het museum naar de nieuwe Boscotondohal. Het pand onder het Traverse-viaduct werd in 2007 gesloopt.
De laatste tentoonstelling in ’t Meyhuis, Dutch Gravity was in 1983 een van de spectaculairste. Kunstenaars René Daniëls, Rob Scholte, Hewald Jongerius en Roland Sips reageerden met een gezamenlijk kunstwerk op de New Yorkse graffitikunstenaars aan wie ’t Meyhuis eerder aandacht had gegeven. Het kunstwerk (26 rollen papier) ligt opgeslagen in het Van Abbemuseum en is in 2012 te zien geweest in het Centraal Museum in Utrecht.

#### Adviseur aankopen moderne kunst
In 1978 werd Henk Pijnenburg op verzoek van de gemeente Helmond adviseur aankopen moderne kunst. Hij werkte in die functie samen met Jan Bongaarts, hoofd van de gemeentelijke beleidsafdeling Kunst en Cultuur. Bongaarts verzorgde de contacten met de gemeente, Pijnenburg had de contacten met kunstenaars en galeries.
Bongaarts en Pijnenburg zijn verantwoordelijk voor de opbouw van een diverse en kwalitatief hoogstaande kunstcollectie. Zij zijn begonnen met de aankoop van Nederlandse en Belgische schilders, onder meer Reinier Lucassen, Roger Raveel, Alphons Freijmuth, Jan Roeland, Jan Sierhuis, Armando en René Daniëls. Daarna werd verder gekeken naar jonge Italianen (Ceccobelli, Gallo, Dessì), jonge Fransen (Boisrond, Combas, Di Rosa) en graffitikunstenaars (Blade, Quik, Rammellzee).
In 2023 publiceerde Pijnenburg het boek Er was eens. Henk Pijnenburg en de kunst in Helmond én daarna over zijn tijd als bestuurslid Stichting Beeldende Kunst Helmond en adviseur aankopen moderne kunst van de gemeente Helmond. Het boek, uitgegeven in eigen beheer en in een gelimiteerde oplage, was een geschenk aan Museum Helmond, dat de opbrengsten uit de verkoop mocht houden. 

### Graffiti
Henk Pijnenburg heeft zich sinds de jaren 80 ingezet voor de acceptatie van graffiti als kunstvorm en voor de acceptatie van zwarte kunstenaars. Hij is daarmee doorgegaan nadat hij was gestopt met zijn werkzaamheden voor de gemeente Helmond. Pijnenburg was (mede)organisator van tal van spraakmakende tentoonstellingen en was verantwoordelijk voor meerdere tentoonstellingscatalogi en andere publicaties. De belangrijkste zijn New York Graffiti, Quik + Blade en Coming from the Subway. 

#### New York Graffiti
Henk Pijnenburg was als adviseur betrokken bij de tentoonstelling New York Graffiti in ‘t Meyhuis in 1985. Het was een van de eerste relevante graffititentoonstellingen in Nederland. De opening van de tentoonstelling werd verricht door Wim Beeren, de pas aangetreden directeur van het Stedelijk Museum in Amsterdam. De tentoonstelling was het jaar erop te zien in het Leopold-Hoesch-Museum in het Duitse Düren.
Pijnenburg was ook betrokken bij de solotentoonstelling in 1986-1987, eveneens in Helmond, van Rammellzee. Het was de eerste solotentoonstelling van deze belangrijke New Yorkse graffitikunstenaar. De tentoonstelling is in 1987 ook te zien geweest in het Groninger Museum.

#### Quik + Blade
Ter gelegenheid van het 75-jarig bestaan van Edah in Helmond organiseerde Henk Pijnenburg in 1992 de dubbeltentoonstelling van de New Yorkse graffiti kunstenaars Quik en Blade in Kunstzaal ’t Meyhuis in Helmond. Museum Helmond mocht bij die gelegenheid de werken The Voyage van Blade en Tears of a Clown van Quik aan de collectie toevoegen.
Pijnenburg was ook verantwoordelijk voor de samenstelling van de tentoonstellingscatalogus van de Blade + Quik-tentoonstelling. De vormgeving was van Swip Stolk. De catalogus werd verkozen tot een van de best verzorgde boeken van 1992 en tentoongesteld in het Stedelijk Museum in Amsterdam.

#### Coming from the Subway
Van 4 oktober 1992 t/m 10 januari 1993 was in het Groninger Museum de tentoonstelling Coming from the Subway te zien over de New Yorkse graffitibeweging. Henk Pijnenburg was een van de initiators en samenstellers van de tentoonstelling en van de tentoonstellingscatalogus Coming from the Subway. New York Graffiti Art. History and Development of a Controversial Movement. De tentoonstellingscatalogus was een van de eerste standaardwerken over de graffitibeweging en een van de belangrijkste publicaties tot dan toe. 
Het werk werd uitgegeven in drie talen: Nederlands, Duits en Frans. Een Engelstalige versie kwam er niet omdat uitgevers uit de Verenigde Staten toen niets  van graffiti moest hebben. Graffiti werd in die tijd met name in de Verenigde Staten gezien als een sociaal probleem in plaats van een kunststroming. De tentoonstellingscatalogus werd vormgegeven door de toenmalige huisdesigner van het Groninger Museum, Swip Stolk. De rijk geïllustreerde catalogus (270 illustraties in kleur) bevatte essays over de ontstaansgeschiedenis en ontwikkeling van de New Yorkse graffitibeweging en portretten van de belangrijkste graffitikunstenaars: A-One, Blade, Bill Blast, Crash, Daze, Dondi White, Futura 2000, Keith Haring, Koor, Lady Pink, Lee, Noc 167, Phase 2, Quik, Rammellzee, Seen, Toxic, Zephyr.
- International Standard Name Identifier: 0000 0000 4728 0100
- Library of Congress Control Number: no2008114760
- Nederlandse Thesaurus van Auteursnamen: 071510729
- Virtual International Authority File: 66287326
- WorldCat: E39PCjBRXJ7c9rqJMHM9K8wPkP